# 신흥교통
신흥교통(新興交通)은 대한민국 인천광역시의 시내버스 회사이며, 차고지는 인천광역시 중구 축항대로290번길 124 (신흥동3가)에 위치해 있다.

## 주요 연혁
- 1992년 7월 22일: 인천시 남구 마을버스 업체 서해운수(西海運輸)로 설립
- 1996년 1월 3일: 남구 학익동 401-28로 본사 이전.
- 2000년 4월 25일: 인천시내버스 2차 적자노선 운영을 위해 대연수교통과 신동아교통과 컨소시엄으로 인천여객 설립.
- 2001년 12월 20일: 부평구 십정동 261-2로 본사를 이전함과 동시에 학익동 401-28에 남구지점 설치.
- 2002년 1월 2일: 강인여객으로부터 인천시내버스 46번을 인수와 마을버스 남구 7번을 517번으로, 남구 7-1번을 519번을 변경하여 시내버스 업체로 전환.
- 2002년 4월 26일: 서구 석남동 223-177로 본사를 이전함과 동시에 남구지점 폐지.
- 2002년 8월 7일: 제물포버스여객로 부터 인천시내버스 13번 시내버스 노선을 인수하여 운행.
- 2004년 5월 5일: 13번 노선을 원당동-간석역 노선과 13-1번 인하대학교 후문 - 주안역으로 노선을 분리운행하였다.
- 2005년 11월 1일: 분리되었던 13번과 13-1번 노선을 통합환원하여 13번으로 다시 운행함.
- 2006년 4월 17일: 중구 신흥동3가 60-1로 본사를 이전과 지선업계 최초로 보유 간선노선 100% 대형화하였다.
- 2010년 12월 28일: 서해운수 주식회사에서 현 명칭인 신흥교통 주식회사로 사명을 변경하였다.
- 2011년 1월 14일: 현 위치인 중구 신흥동3가 60-25로 본사를 이전.
- 2013년 4월 1일: 46번 시내버스 종점인 원창동에서 청라지구 중흥 S 클래스로 노선을 연장하였다.
- 2014년 6월 23일: 46번 시내버스 종점이 청라지구 중흥 S 클래스에서 청라역으로 연장하였다.
- 2016년 7월 30일: 인천시내버스 전면개편으로 인하여 13번, 46번, 517번, 519번 전체노선이 변경되었고, 13-1번과 13-2번은 폐선되었다.
- 2017년 3월 25일: 517번, 519번 노선이 구 72번 변경에 따른 남구 수봉공원에서 제물포역∼인하대역 연계와 용현5동 주민의 출근 편의 제공과 남구 숭의동에서 인항고교 통학노선 연계하여 노선을 변경하였다.
- 2017년 5월 16일: 새로 출고된 신형버스에 에어서스펜션이 장착된 버스가 출고 운행하였다.
- 2018년 9월 15일: 13번 시내버스 기점이 단봉초등학교에서 검암역[1]으로 단축되고, 330번 시내버스[2] 노선이 신설 개통하였다.
- 2019년 3월 30일: 13번 시내버스 노선이 송도8공구로 연장과 517번, 519번 시내버스의 노선이 용현동 구간이 변경하여 운행한다.
- 2020년 3월 1일: KAL리무진에서 운행했던 6707B노선을 인수하여 노선번호를 6777번으로 변경운행하며 계열사로 송도공항리무진으로 설립하였다.[3]
- 2020년 3월 4일: 국토교통부에서 주관하는 광역급행버스 M버스 노선인(M6751번) 인천송도6,8공구 - 랜드마크시티 - 인천대입구역 - 연세대학교(인천글로벌캠퍼스) - 동작세무서 - 대방역 - 여의도역 - 마포역 - 공덕역 노선에 낙찰되었으며 5월중 개통예정이다.[4]
- 2020년 6월 15일: 13번 시내버스 노선이 인천항 신국제여객터미널 개장과 미송초등학교와 송도호반베르디움3차로 노선이 변경되어 운행중이다.[5]
- 2020년 10월 27일: 시내버스 노선개편에 따라 46번 노선변경과 46번 분할노선 47번을 영풍운수가 운행하고, 영풍운수가 운행했던 82번을 양도받고,신동아교통으로부터 93번[6]을 받을예정이다.
- 2020년 12월 31일: 인천시내버스 노선대개편으로 인해 46번 노선이 청라국제도시역에서 굴포천역으로 단축, 82번 양도양수 및 노선변경과, 93번[7] 버스노선을 신동아교통으로부터 양도양수받아 운행한다.
- 2021년 2월 27일: 46번 시내버스 노선이 남동구에서 부평구의 출퇴근편의로 만월산터널-부평역-부평시장으로 변경과 82번 시내버스의 송도신도시 1공구와 송도2동의 주안역 및 인천터미널 이용편의로 노선변경과 93번 공촌사거리 교통증대와 사고방지 및 운행여건 개선으로 일부노선이 변경되었다.
- 2021년 6월 26일: 46번 시내버스 노선의 종점이 굴포천역(롯데마트 삼산점)에서 두산아파트(부평공업고등학교)로 종점이 변경되었다.[8]
- 2021년 10월 6일: 현대자동차의 수소시내버스인 일렉시티 수소전기버스 5대를 출고하여 13번, 46번, 82번 시내버스에 운행하고 있다.
- 2021년 11월 27일: 93번 시내버스 노선이 "완정역 - 검단사거리 - 월드아파트(김포시계)"구간이 폐지되고 "완정역 - 당하,원당지구 - 검단1신도시 - 인천이음초등학교로 노선이 변경되었다.
- 2022년 8월 22일: 국토교통부의 광역급행버스 M6751번(송도신도시6,8공구 - 대방역 - 여의도환승센터(더 현대 서울) - 공덕역)이 운행을 개시한다.
- 2023년 7월 1일: 한국철도공사에서 운영하는 KTX공항버스 6770번 버스를 위탁받아 운행하고 있다.
- 2023년 7월 14일: 공항버스 6777번 노선이 운행중단 3년 3개월 만에 운행을 재개하였고, 노선도 인천신국제여객터미널로 변경하여 운행하고 있다.
- 2023년 9월 2일: 330번 공항좌석버스 노선 중 인천국제공항T1-인천국제공항T2 직결도로 개통으로 직결도로 변경되어 운행한다.
- 2023년 9월 25일: 인천지선버스 최초로 517번 버스에 저상형 수소버스를 출고하여 운행하였다.
- 2023년 11월 10일: 중구청에서 시행하는 중구공영버스(영종도공영버스)위탁사업자로 갱신하였다.
- 2023년 12월 19일: 공항리무진버스 6777-1번 노선(인천국제공항2터미널-인천국제공항1터미널-인천터미널)[9]이 신설개통[10] 운행한다.
- 2024년  5월 23일: 국토교통부의 광역급행버스 노선에(영종국제도시-한라비발디-영종센트럴푸르지오자이-서초역-교대역-강남역-양재역-교육개발원(EBS)) 최종낙찰되었다.
- 2024년 6월 11일: 인천시내버스 한정면허 노선인 지선시내버스 4402번[11] 노선에 사업자로 선정되어 10월쯤 운행될 예정이다.
- 2024년 10월 19일: 인천시내버스 한정면허 노선인 지선시내버스 4402번이 신설개통 운행한다.
- 2024년 12월  1일: 국토교통부의 광역급행버스 M6751번(송도신도시6,8공구 - 대방역 - 여의도환승센터(더 현대 서울) - 공덕역)버스가 상시운행 체제로[12] 전환되었고, 차량도 두대 순수증차하여 운행하고 있다.
- 2024년 12월  3일: 국토교통부의 광역급행버스 M6462번(영종국제도시-한라비발디-영종센트럴푸르지오자이-서초역-교대역-강남역-양재역-교육개발원(EBS))버스의 번호를 부여받았다.
- 2024년  12월 28일: 국토교통부의 광역급행버스 노선인 M6462[13]이 개통되어 운행[14]을 개시한다.
- 2025년  1월  1일: 인천시내버스의 현금없는 시내버스 전면시행으로 13번 시내버스노선을 포함한 보유노선 전 노선 현금없는버스를 시행한다.

## 운행 노선

### 간선버스
| 운행노선 | 운행구간        | 운행구간 | 운행구간                 | 경유지 | 배차간격 (분) | 인가 대수 | 비고                        |
| -------- | --------------- | -------- | ------------------------ | --- | ------------- | --------- | --------------------------- |
| 13번     | 신흥동 신흥교통 | ↔        | 검암역(원당방면)         | 신국제여객터미널-미송초-랜드마크시티-신선초교-인하대병원-숭의역-용일4-재흥시장-주안역-도화5-제물포역-동산고-재능대-인천의료원-경남아너스빌-하늘채A-가정역-서구청-대인고-검암중                                                      | 12 - 15       | 19        | 제물포버스로부터 양도받음   |
| 46번     | 신흥동 신흥교통 | ↔        | 두산아파트(부평공업고교) | 신선초교-금호2차-옹진군청-인하대학교-학익고-신동아3차-문학경기장-인천터미널(롯데백화점)-구월아시아드6단지-남동구청후문-간석4-만월산터널-부평역-부평시장-세림병원-부평구청역-한국아파트                                              | 12 - 15       | 18        | 강인여객으로부터 양도받음   |
| 82번     | 신흥동 신흥교통 | ↔        | 동인천역(북광장)         | 인천신국제여객터미널-미송초-랜드마크시티센트럴더샵(106동)-송도달빛축제공원역-더샵하버뷰-이안송도-청학사거-문학산터널-문학초-문학경기장-인천터미널(롯데백화점)-길병원-간석오거-주원고개-주안역-제물포역-인화여고-동산고-배다리삼거리 | 16 - 18       | 16        | 영종운수으로부터 양도받음   |
| 93번     | 국제성모병원    | ↔        | 인천이음초등학교         | 서구보건소-서인천세무서-빈정내사거리-대인고-검암역-백석고(백석중)-당하탑스빌-완정역- 대우푸르지오-원당지구-서구영어마을-검단1신도시-인천이음초등학교                                                                                | 25 - 30       | 4         | 신동아교통으로부터 양도받음 |

### 지선버스
| 운행노선 | 운행구간             | 운행구간 | 운행구간               | 경유지                                                                            | 배차간격 (분) | 인가 대수 | 비고                |
| -------- | -------------------- | -------- | ---------------------- | --------------------------------------------------------------------------------- | ------------- | --------- | ------------------- |
| 517번    | 윤성아파트(인항고교) | ↔        | 동인천                 | 한국A-숭의역-신포시장-인하대병원-용현중-인하대학교-인하대역-미추홀구청-용현시장   | 17 - 18       | 5         | 전차량 저상버스운행 |
| 519번    | 윤성아파트(인항고교) | ↔        | 동인천                 | 토지금고-인하대병원-신포시장-숭의역-용현초교-인하대학교-미추홀구청-용현시장       | 20 - 22       | 5         |                     |
| 4402번   | 셀트리온             | ↔        | 랜드마크시티1 호수공원 | 지식정보단지역-더샵하버뷰-신정중학교-센트럴파크역-국제업무지구역-더샵송도마리나베 | 20 - 31       | 5         | 전차량 저상버스운행 |

### 공항좌석버스/ 공항리무진버스
| 운행노선 | 운행구간                  | 운행구간 | 운행구간                       | 경유지                                                             | 배차간격 (분) | 인가 대수 | 비고                          |
| -------- | ------------------------- | -------- | ------------------------------ | ------------------------------------------------------------------ | ------------- | --------- | ----------------------------- |
| 330번    | 신흥동 신흥교통입구       | ↔        | 인천국제공항T2(8)번출입구(3층) | 인하대병원-인하대학교-송도역-연수구청-동막역-해양경찰청            | 23 - 26       | 10        |                               |
| 6770번   | 인천국제공항T2-B1층       | ↔        | 광명역(KTX) 4번 출구           | 인천국제공항행은 직통/광명역행은 송도국제교(동막역)                | 20 - 30       | 10(1)     | 한국철도공사으로부터 위탁받음 |
| 6777번   | 인천항신국제여객터미널    | ↔        | 인천국제공항T2-3층(6Gate)      | 송도센트럴파크-포스코,쉐라톤호텔-해양경찰청                        | 30 - 90       | 4         | KAL리무진으로부터 양도받음    |
| 6777-1번 | 인천국제공항T2-3층(6Gate) | ↔        | 인천터미널                     | 신연수역-동춘역-동막역-캠퍼스타운역-쉐라톤호텔-해양경찰청-이안송도 | 40 - 90       | 3         | 2023년 12월 19일 개통         |

### 국토교통부 광역급행버스
| 운행노선 | 운행구간     | 운행구간 | 운행구간 | 경유지 | 배차간격 (분) | 인가 대수 | 비고           |
| -------- | ------------ | -------- | -------- | --- | ------------- | --------- | -------------- |
| M6462번  | 영종국제도시 | ↔        | 강남역   | 우미린1단지-스카이시티자이/화성파크드림-한라비발디-신명스카이뷰-영종센트럴푸르지오자이/e편한세상 센텀베뉴-과천 안골-서초아트자이-서초역-교대역-강남역-양재역-양곡도매시장 | 30 - 40       | 8         | 12월 28일 개통 |
| M6751번  | 송도6,8단지  | ↔        | 공덕역   | 랜드마크시티-인천대입구역-인천글로벌캠퍼스-동작세무서-대방역-여의도역(더 현대 서울)-마포역                                                                                | 10 - 20       | 10(5)     |                |

### 중구공영버스
- 중구공영버스 1번 : 운서역 ↔ 영종역
- 중구공영버스 2번 : 운서역 ↔ 용유출장소
- 중구공영버스 2-1번 : 인천국제공항 ↔ 거잠포회센터
- 중구공영버스 3번 : 영종선착장 ↔ 영종역
- 중구공영버스 4번 : 영종역 ↔ 영종중학교
- 중구공영버스 5번 : 영종버스공영차고지↔(금호베스트빌1단지.영종도서관)
- 중구공영버스 6번 : 광명항 ↔ SK동인천역
- 중구공영버스 6-1번 : 전소 ↔ 하나개해수욕장

## 폐선된 노선
- ● 13-1번: 원당지구 ~ 대성기업 ~ 두리슈퍼 ~ 불로리훈련장 ~ 대진침대 ~ 갈산마을 ~ 인하지원 ~ 유진정밀 ~ 당하 풍림 아이원 2차 아파트 ~ 동아아파트 ~ 완정산단 입구 ~ 마전 탑스빌 아파트 ~ 완정초등학교 ~ 검단1동행정복지센터 ~ 검단사거리 ~ 대림아파트 ~ 검단원흥아파트 ~ 왕길초등학교
- ● 13-2번: 완정4거리 ~ 대우 푸르지오 ~ 원당4거리 ~ 김포교회 ~ 불로중학교 ~ 검단2동주민자치센터 ~ 길훈 백두아파트 ~ 검단초등학교 ~ 검단농협 ~ 검단4거리 ~ 왕길초등학교

## 보유 차량

#### KGM커머셜
- KGM커머셜 스마트 11 HG

#### 현대자동차
- 현대 그린시티
- 현대 뉴 슈퍼 에어로시티
- 현대 저상 뉴 슈퍼 에어로시티
- 현대 일렉시티
- 현대 뉴 프리미엄 유니버스 프라임
- 현대 뉴 프리미엄 유니버스 엘레강스 FCEV

#### 기아
- 기아 뉴 그랜버드 이노베이션 선샤인 (KAL 리무진 출신)

## 같이 보기
- 인천광역시의 시내버스
- 영종운수 - 82번 버스의 운수권 맞교환 및 자사의 46번 노선 일부를 47번으로 분할시킨 업체